# 大ナゴヤ大学
大ナゴヤ大学（だいナゴヤだいがく、英語: Dai-Nagoya University Network）は、愛知県名古屋市中区大須に所在する特定非営利活動法人（NPO法人）。団体正式名称は特定非営利活動法人大ナゴヤ・ユニバーシティー・ネットワーク。大学を名乗っているが、学校教育法の謳う学校法人ではない。

## 歴史
2006年（平成18年）、東京都渋谷区に生涯学習プログラムを提供する特定非営利活動法人シブヤ大学が設立された。
2009年（平成21年）3月14日、開校前プレイベントの「Think ナゴヤ〜はじまるよ 大ナゴヤ大学」を実施し、同年6月13日には3つのプレ授業をオープンキャンパスとして実施、同年8月8日にはプレイベント「大ナゴヤ大学 夏まつり企画」実施した。同年9月12日、一般向けの8つの公開講座で大ナゴヤ大学を開始（開校）した。大ナゴヤ大学はシブヤ大学のノウハウを継承して開校した姉妹校であり、姉妹校としては京都カラスマ大学に次ぐ2校目である。同年12月11日にNPO法人としての認証を取得した。2019年（令和元年）には毎月第2土曜日を「大ナゴヤ大学の日」に定め、大ナゴヤ大学の日は授業の参加費を原則無料としている。
2019年（平成31年）3月にはエディターらが街について書きとめる大ナゴヤノートの取り組みを開始した。
2020年（令和2年）に新型コロナウイルス感染症の世界的流行が起こると、オンラインでの授業も開催するようになった。2020年（令和2年）7月8日時点で、約5,300人が学生登録をしている。2020年（令和2年）7月、地域に特化した求人記事制作サービスを開始した。
2009年（平成21年）から2022年（令和4年）4月までに約600の授業を開催してきた。
2022年（令和4年）4月、街歩きによって身近な街を知ることを目的とする「まちシル」講座を開始した。

## 特色
初代代表（学長）は加藤慎康であり、2代目代表は加藤幹泰である。2017年（平成29年）には山田卓哉が3代目代表に就任し、大野嵩明が理事長に就任しる。
「町中がキャンパス」「誰もが先生、誰もが生徒」をキーワードに、地域の資源（人、モノ、場所）を活かした特色ある講座を実施している。

### 主な取り組み
- 観光にもつながる地域資源の再発見・再発掘
- ゆるやかなコミュニティの再生支援
- 行政機関・企業との協働を通じた新しいチャレンジ基盤の確立

## 姉妹校
- シブヤ大学（2006年9月開校）
- 京都カラスマ大学（2008年10月開校）
- 札幌オオドオリ大学（2010年2月開校）
- ひろしまジン大学（2010年5月開校）
- 福岡テンジン大学（2010年9月開校）
- 東京にしがわ大学（2010年10月開校）
- 琉球ニライ大学（2010年11月開校）
- サクラ島大学（2011年7月開校）